# Відтяжка (альпінізм)

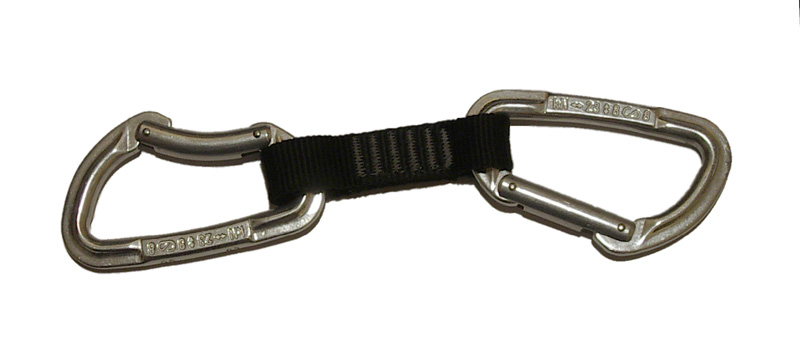
Відтяжка з карабінами

Відтя́жка — петля з міцної капронової стрічки різної довжини (від 8 до 30 см).

## Застосування

### В альпінізмі
У альпінізмі застосовується в тих випадках, коли мотузку треба відсунути від точки страховки, щоб спрямити шлях мотузки, наприклад, коли є побоювання, що закладка на проміжній точці страховки вилетить з тріщини при навантаженні.
Іноді як відтяжки застосовують петлю з мотузки (див. вузол грейпвайн, вузол маринер).

### В скелелазінні
У скелелазінні застосовується для підготовки трас в лазінні на трудність. Один карабін відтягнення заклацується в болт, закріплений на штучній стіні, а в другій (нижній) карабін спортсменом, що піднімається по трасі, проклацується страхувальна мотузка для створення точок страховки.
У лазінні на швидкість відтяжка може застосовуватися як точка верхньої страховки.

## Особливість
Шви на відтяжці зазвичай роббляться з ниток контрастного кольору, щоб візуально легко контролювати їх цілісність.
 Вікісховище має мультимедійні дані за темою: Відтяжка (альпінізм)